# Centaurea pterocaula
Centaurea pterocaula — вид рослин роду волошка (Centaurea), з родини айстрових (Asteraceae).

## Середовище проживання
Поширений у Туреччині (Анатолія), Ірані, Вірменії, Азербайджані.